# Corydalis watanabei
Corydalis watanabei är en vallmoväxtart som beskrevs av M. Kitagawa. Corydalis watanabei ingår i släktet nunneörter, och familjen vallmoväxter. Inga underarter finns listade i Catalogue of Life.